# Roberto d'Orléans
Roberto d'Orléans (Robert Philippe Louis Eugène Ferdinand d'Orléans; Parigi, 9 novembre 1840 – Saint-Firmin, 5 dicembre 1910) è stato un principe e militare francese, noto con il titolo di duca di Chartres.

## Biografia

### Infanzia ed esilio
Secondo figlio di Ferdinando Filippo d'Orléans, a sua volta figlio di Luigi Filippo re dei Francesi, e di Elena di Meclemburgo-Schwerin, è il fratello di Filippo VII, Conte di Parigi e Pretendente unionista al Trono di Francia e di Navarra.
Rimase orfano di entrambi i genitori molto presto: suo padre nel 1842 e sua madre nel 1858. Durante l'infanzia e l'adolescenza, lui e suo fratello maggiore sono stati principalmente accuditi dai nonni, il re Luigi Filippo e della regina Maria Amalia di Borbone-Due Sicilie . Ha seguito il resto della famiglia Orléans in esilio dopo la rivoluzione del 1848.
Suo nonno abdicò in favore di suo fratello il 24 febbraio. Come risultato, la madre di Roberto, Elena, si presentò davanti alla camera dei deputati per proclamare il diritto al trono del figlio maggiore e nominare se stessa reggente, accompagnata da suo cognato, il Duca di Nemours e i suoi figli. Tuttavia, Ledru-Rollin, Crémieux e Lamartine, rovinarono i suoi piani e istituirono la Seconda Repubblica francese. Elena e i suoi figli lasciarono così la Francia per la Germania, mentre Luigi Filippo e il resto della famiglia reale si trasferirono nel Regno Unito. Lì si stabilirono a Claremont, proprietà del re Leopoldo I del Belgio.

### Carriera militare
Inviato a Torino per l'addestramento militare poco dopo la morte di sua madre, il Duca di Chartres è diventato un ufficiale dei dragoni piemontesi e combatté nelle guerre di unificazione italiana dal lato della Francia e di Casa di Savoia. Ha in particolare combattuto alla battaglia di Palestro, per la quale è stato insignito dal re Vittorio Emanuele II.
Nel 1861, Chartres ha combattuto al fianco di suo fratello in un'altra guerra: la guerra civile americana, dove fu nominato capitano. Servì come assistente aiutante generale nello staff del comandante dell'armata del Potomac, il maggiore generale George B. McClellan. Prestò servizio nella Battaglia di Gaines' Mill il 27 giugno 1862 e si dimise dall'esercito dell'Unione il 15 luglio 1862. Durante il loro soggiorno negli Stati Uniti, i principi sono stati accompagnati dal loro zio, il Principe di Joinville.

### Matrimonio
Tornando in Europa, il Duca di Chartres decise di sposarsi, ma, in qualità di membro in esilio di una casa reale, considerato illegittimo dalla maggior parte delle dinastie regnanti del continente, scoprì che non sarebbe stato in grado di sposare una principessa straniera.
Sposò, l'11 giugno 1863 nella chiesa di St Raphael a Kingston upon Thames, Francesca Maria d'Orléans (1844-1925), figlia di suo zio il Principe di Joinville e di Francesca di Braganza. Hanno comprato e vissuto in una casa a Ham (ora sede del Cassel Hospital).
Trovandosi a Bruxelles con gli zii, il Principe di Joinville e il Duca d'Aumale, al momento della dichiarazione di guerra della Francia alla Prussia nel 1870, il Duca di Chartres chiede senza esitazioni a Napoleone III l'autorizzazione a partecipare al conflitto. Ma il ministro della guerra si oppone e Roberto di Chartres può arruolarsi soltanto dopo la caduta dell'Impero, utilizzando lo pseudonimo di Robert Le Fort con il quale è nominato capo di squadrone dell'armée de la Loire.
Terminato il conflitto, è creato cavaliere della Legion d'onore e nel 1871 è inviato dal Governo provvisorio in Algeria per domare una rivolta indigena.
Nel 1881, il regime repubblicano, sempre più ostile alle famiglie che hanno regnato sulla Francia, mettono a disposizione il Principe, che è definitivamente radiato dall'Esercito nel 1886 con la promulgazione della Legge d'esilio.

### Morte
Il Duca di Chartres morì il 5 dicembre 1910, all'età di 70 anni, a Saint Firmin.

## Discendenza
Dall'unione tra il Duca di Chartres e Francesca Maria d'Orléans nacquero cinque figli:
- Maria (1865-1909), sposò Valdemaro di Danimarca;
- Roberto (1866-1885);
- Enrico (1867-1901);
- Margherita (1869-1940), sposò Marie Armand Patrice de Mac-Mahon duca di Magenta;
- Giovanni III (1874-1940), sposò Isabella d'Orléans.

## Ascendenza
|                                            |                                              |                                             | Genitori                                       |  |  | Nonni |  |  | Bisnonni                            |  |  | Trisnonni                          |  |
|                                            |                                              |                                             |                                                |  |  |       |  |  | Luigi Filippo II di Borbone-Orléans |  |  | Luigi Filippo I di Borbone-Orléans |  |
|                                            |                                              |                                             |                                                |  |  |       |  |  | Luigi Filippo II di Borbone-Orléans |  |  | Luigi Filippo I di Borbone-Orléans |  |
|                                            |                                              | Luisa Enrichetta di Borbone-Conti           |                                                |  |  |       |  |  | Luigi Filippo II di Borbone-Orléans |  |  |                                    |  |
| Luigi Filippo di Francia                   |                                              |                                             |                                                |  |  |       |  |  | Luigi Filippo II di Borbone-Orléans |  |  |                                    |  |
|                                            |                                              | Luisa Maria Adelaide di Borbone-Penthièvre  | Luigi Giovanni Maria di Borbone-Penthièvre     |  |  |       |  |  |                                     |  |  |                                    |  |
|                                            |                                              | Luisa Maria Adelaide di Borbone-Penthièvre  | Luigi Giovanni Maria di Borbone-Penthièvre     |  |  |       |  |  |                                     |  |  |                                    |  |
|                                            |                                              | Luisa Maria Adelaide di Borbone-Penthièvre  | Maria Teresa Felicita d'Este                   |  |  |       |  |  |                                     |  |  |                                    |  |
| Ferdinando Filippo d'Orléans               |                                              | Luisa Maria Adelaide di Borbone-Penthièvre  |                                                |  |  |       |  |  |                                     |  |  |                                    |  |
|                                            |                                              | Ferdinando I delle Due Sicilie              | Carlo III di Spagna                            |  |  |       |  |  |                                     |  |  |                                    |  |
|                                            |                                              | Ferdinando I delle Due Sicilie              | Carlo III di Spagna                            |  |  |       |  |  |                                     |  |  |                                    |  |
|                                            |                                              | Ferdinando I delle Due Sicilie              | Maria Amalia di Sassonia                       |  |  |       |  |  |                                     |  |  |                                    |  |
| Maria Amalia di Borbone-Due Sicilie        |                                              | Ferdinando I delle Due Sicilie              |                                                |  |  |       |  |  |                                     |  |  |                                    |  |
|                                            |                                              | Maria Carolina d'Asburgo-Lorena             | Francesco I di Lorena                          |  |  |       |  |  |                                     |  |  |                                    |  |
|                                            |                                              | Maria Carolina d'Asburgo-Lorena             | Francesco I di Lorena                          |  |  |       |  |  |                                     |  |  |                                    |  |
|                                            |                                              | Maria Carolina d'Asburgo-Lorena             | Maria Teresa d'Austria                         |  |  |       |  |  |                                     |  |  |                                    |  |
| Roberto d'Orléans                          |                                              | Maria Carolina d'Asburgo-Lorena             |                                                |  |  |       |  |  |                                     |  |  |                                    |  |
|                                            | Federico Francesco I di Meclemburgo-Schwerin | Luigi di Meclemburgo-Schwerin               |                                                |  |  |       |  |  |                                     |  |  |                                    |  |
|                                            | Federico Francesco I di Meclemburgo-Schwerin | Luigi di Meclemburgo-Schwerin               |                                                |  |  |       |  |  |                                     |  |  |                                    |  |
|                                            | Federico Francesco I di Meclemburgo-Schwerin | Carlotta Sofia di Sassonia-Coburgo-Saalfeld |                                                |  |  |       |  |  |                                     |  |  |                                    |  |
| Federico Ludovico di Meclemburgo-Schwerin  | Federico Francesco I di Meclemburgo-Schwerin |                                             |                                                |  |  |       |  |  |                                     |  |  |                                    |  |
|                                            |                                              | Luisa di Sassonia-Gotha-Altenburg           | Giovanni Augusto di Sassonia-Gotha-Altenburg   |  |  |       |  |  |                                     |  |  |                                    |  |
|                                            |                                              | Luisa di Sassonia-Gotha-Altenburg           | Giovanni Augusto di Sassonia-Gotha-Altenburg   |  |  |       |  |  |                                     |  |  |                                    |  |
|                                            |                                              | Luisa di Sassonia-Gotha-Altenburg           | Luisa di Reuss-Schleiz                         |  |  |       |  |  |                                     |  |  |                                    |  |
| Elena di Meclemburgo-Schwerin              |                                              | Luisa di Sassonia-Gotha-Altenburg           |                                                |  |  |       |  |  |                                     |  |  |                                    |  |
|                                            |                                              | Carlo Augusto di Sassonia-Weimar-Eisenach   | Ernesto Augusto II di Sassonia-Weimar-Eisenach |  |  |       |  |  |                                     |  |  |                                    |  |
|                                            |                                              | Carlo Augusto di Sassonia-Weimar-Eisenach   | Ernesto Augusto II di Sassonia-Weimar-Eisenach |  |  |       |  |  |                                     |  |  |                                    |  |
|                                            |                                              | Carlo Augusto di Sassonia-Weimar-Eisenach   | Anna Amalia di Brunswick-Wolfenbüttel          |  |  |       |  |  |                                     |  |  |                                    |  |
| Carolina Luisa di Sassonia-Weimar-Eisenach |                                              | Carlo Augusto di Sassonia-Weimar-Eisenach   |                                                |  |  |       |  |  |                                     |  |  |                                    |  |
|                                            |                                              | Luisa Augusta d'Assia-Darmstadt             | Luigi IX d'Assia-Darmstadt                     |  |  |       |  |  |                                     |  |  |                                    |  |
|                                            |                                              | Luisa Augusta d'Assia-Darmstadt             | Luigi IX d'Assia-Darmstadt                     |  |  |       |  |  |                                     |  |  |                                    |  |
|                                            |                                              | Luisa Augusta d'Assia-Darmstadt             | Carolina del Palatinato-Zweibrücken-Birkenfeld |  |  |       |  |  |                                     |  |  |                                    |  |
|                                            |                                              | Luisa Augusta d'Assia-Darmstadt             |                                                |  |  |       |  |  |                                     |  |  |                                    |  |